# Нариан
Нариан (перс. ناریان‎) или Нариян — село на севере Ирана, в остане Альборз. Входит в состав шахрестана Талекан. Является частью дехестана (сельского округа) Бала-Талекан бахша Меркези.

## География
Село находится в северной части Альборза, в горной местности южного Эльбурса, на расстоянии приблизительно 37 километров к северу от Кереджа, административного центра провинции. Абсолютная высота — 2567 метров над уровнем моря.

## Население
По данным переписи 2006 года население села составляло 440 человек (218 мужчин и 222 женщины). В Нариане насчитывалось 133 семьи. Уровень грамотности населения составлял 69,55 %. Уровень грамотности среди мужчин составлял 78,44 %, среди женщин — 60,81 %.